# Blip
Blip (skrótowiec od bardzo lubię informować przyjaciół) – nieistniejący już serwis społecznościowy, wzorowany na amerykańskim Twitterze, łączący prowadzenie mikrobloga z komunikowaniem się w kręgu znajomych. Założony został w maju 2007 w Warszawie, przez Marcina Jagodzińskiego i Zbigniewa Sobieckiego, a 11 czerwca 2007 Blip został przejęty przez spółkę Gadu-Gadu S.A.
1 lipca 2013 na stronach serwisu pojawiło się ogłoszenie o planowanym na 31 sierpnia zamknięciu serwisu. Użytkownicy byli zachęcani do migracji na platformę mikroblogową portalu Wykop.pl. Tego dnia została też wyłączona większość metod API (możliwe było jedynie pobieranie przez niego danych, co umożliwiło eksport zawartości konta za pomocą zewnętrznych skryptów).
Serwis został zamknięty dwa dni po zapowiadanej dacie. Obecnie (dane na styczeń 2021 roku) adres URL tego serwisu należy do serwisu z kodami rabatowymi należącymi do spółki Cube Group SA.

## Funkcje serwisu
Blip pozwalał na równoczesne prowadzenie mikrobloga (zwanego blipblogiem), czat z innymi użytkownikami oraz nawiązywanie nowych znajomości. Użytkownicy mogli dzielić się krótkimi (do 160 znaków) informacjami, dołączając lub wysyłając zdjęcia, wideo (między innymi teledyski z YouTube) bądź wiadomości dźwiękowe, za pośrednictwem komputera lub telefonu komórkowego.
Można było również wysyłać wiadomości publiczne (poprzedzone znakiem „>”) oraz prywatne (poprzedzone znakami „>>” – niewidoczne dla innych użytkowników serwisu).
W maju 2009 45% wiadomości w serwisie nadawanych było za pośrednictwem strony WWW, 30% – przez komunikatory (głównie Gadu-Gadu), zaś 20% przez aplikacje napisane przez użytkowników Blipa i wykorzystujące API serwisu.
Podobnie jak Twitter, Blip mógł być także marketingowym narzędziem do dystrybucji treści, opartej na zgodzie użytkowników, co umożliwiały skonfigurowane w kanałach boty, autorespondery czy przypominacze.
Istotną częścią serwisu były tagi, składające się ze słowa poprzedzonego znakiem hash (#), które umożliwiały śledzenie dyskusji na określony temat.

## Popularność serwisu
Początkowo właściciele nie ujawniali danych na temat korzystania z serwisu. Zmieniło się to w połowie roku 2009, gdy Blip odnotował poważne wzrosty. W czerwcu 2009 serwis odwiedziło 329 tys. osób.
22 października 2009 liczba wiadomości wysłanych w ramach serwisu przekroczyła 10 milionów. Według statystyk serwisu Blipi.pl, 4 grudnia 2010 w serwisie było zarejestrowanych ponad 80 tysięcy osób.
W serwisie swoje profile mieli celebryci, np. Agnieszka Frykowska, politycy, tacy jak Lech Wałęsa i Grzegorz Napieralski, i inne znane osoby, np. niewidomy podróżnik Paweł Urbański. Własne konta, wykorzystywane jako kanały komunikacyjne miały też instytucje, np. Zakład Ubezpieczeń Społecznych i polski UNICEF, kluby piłkarskie (m.in. Widzew Łódź), ogólnopolskie media (Radio Zet, TVN24, czasopismo Przekrój), a nawet urzędy miast, np. urząd miejski Radomia.